# Carlekemp

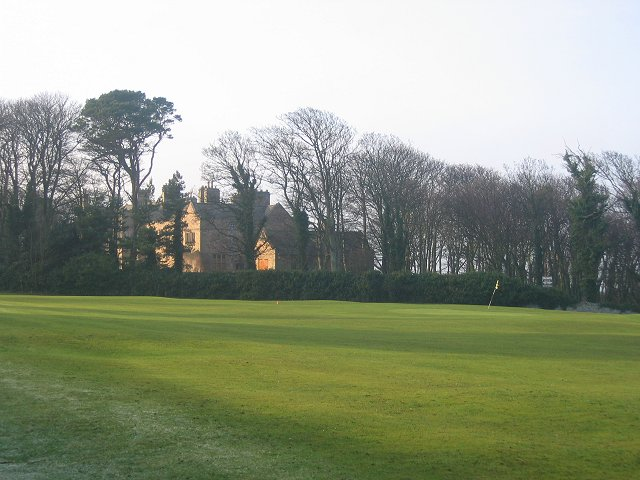
Carlekemp

Carlekemp ist eine Villa in der schottischen Stadt North Berwick in der Council Area East Lothian. 1971 wurde das Gebäude in die schottischen Denkmallisten in der höchsten Kategorie A aufgenommen. Des Weiteren ist die zugehörige Lodge eigenständig als Kategorie-A-Bauwerk klassifiziert.
Neben Westerdunes und Bunkerhill ist Carlekemp eine von drei elisabethanischen Villen an der Abbotsford Road am Westrand von North Berwick. Sie stammt aus dem Jahre 1898 und ist damit die älteste der drei. Bauherr war der Papierindustrielle James Craig, dessen Bruder Robert später Bunkerhill erbauen ließ. Für den Entwurf zeichnet der schottische Architekt John Kinross verantwortlich. Lange Jahre beherbergte Carlekemp eine römisch-katholische Schule. Zwischenzeitlich wurde die Villa baulich in fünf Wohneinheiten geteilt.

## Beschreibung
Das zweistöckige Gebäude ist asymmetrisch aufgebaut. Die Vorderseite mit dem Eingangsbereich weist nach Süden. Das Rundbogenportal ist in einem vorspringenden Gebäudeteil untergebracht. Flankierende Pilaster tragen ein Gesimse und laufen darüber spitz aus. Sie rahmen eine Wappenplatte ein. Darüber ist ein Drillingsfenster mit steinernen Fensterpfosten eingelassen. Rechts des Eingangs sind teilweise Zwillingsfenster mit gedrückten Segmentbögen verbaut. Links tritt eine Auslucht heraus. Auf ihrem Dach sind skulpturierte Delfine installiert, die entlang der steilen Ebene zu rutschen scheinen. Die Gebäuderückseite ist mit ihren vier Kreuzgiebeln der Vorderseite stilistisch angepasst. Auch hier sind Zwillings- und Drillingsfenster mit Mittelpfosten sowie Wappenplatten und teilweise auch eine zierende Zinnenbewehrung verbaut. Rechts tritt eine einstöckige Garage mit Staffelgiebel hervor. Die Dächer sind mit Schiefer eingedeckt.

## Carlekemp Lodge
Die zweistöckige Lodge wurde zusammen mit der Villa entworfen und erbaut. Sie liegt an der südlichen Einfahrt zu dem Anwesen und harmoniert stilistisch mit dem Hauptgebäude. Zwillingsfenster flankieren die verdachte Eingangstüre mit ornamentiertem, bronzenem Türgriff. An der Ostseite ist das zweiflüglige Zufahrtstor an die Lodge angeschlossen. Die wuchtigen Torpfosten weisen einen quadratischen Grundriss auf und schließen gestuft satteldachähnlich mit gerundetem First. Zwischen Lodge und Haupttor ist zusätzlich ein Fußgängertor vorhanden. Dieses ist mit profiliertem Tudorbogen mit profilierter, rechteckiger Umrahmung gestaltet.